# Jacques Bourgeois (chirurgien)
Pour les articles homonymes, voir Jacques Bourgeois et Bourgeois.
Jacques (Jacob) Bourgeois, né entre 1618 et 1621, en France, probablement à Couperans-en-Brie (Coupru en Brie) et décédé en 1701, à Port-Royal (Acadie), est un chirurgien et le fondateur de Beaubassin.

## Biographie
Il arrive à Port-Royal en 1641 sur le navire le Saint-François avec 18 familles amenées par le gouverneur Menou d’Aulnay et se fait cultivateur et constructeur de navires. 
Il commerce avec les Bostoniens John Nelson et William Phips, apprend leur langue et devient ainsi interprète auprès des Anglais. 
En 1645, il améliore les lunettes de vue en imaginant des verres concaves du côté de l'œil, convexes de l'autre.
En 1672, il vend une partie de ses terres à Port-Royal pour s’établir, avec ses fils Charles et Germain ainsi que deux de ses gendres, au bassin de Chignectou (Chignecto), appelé Beaubassin, sur l'isthme séparant la Nouvelle-Écosse du Nouveau-Brunswick, où il installe un moulin à farine et un moulin à scie. 
Beau-frère de Germain Doucet, sieur de La Verdure, l’assistant d’Aulnay, il est l'ancêtre de la famille Bourgeois en Acadie.